# Palmitinsyre
Palmitinsyren har et højt smeltepunkt, og  er derfor egnet til sæber som skal formes. Syren hører til gruppen mættet fedtsyrer på grund af at alle bindingerne mellem kulstofatomerne er enkeltbindinger.